# Пан (обръщение)
Вижте пояснителната страница за други значения на Пан.
Пан е учтива форма на обръщение в мъжки род използвана в някои славянски езици: полски, украински, беларуски, чешки и словашки. Заимствана е и в литовския език. Еднозначна е на „господин“ в българския език. 
Освен това модерно значение, по времето на феодализма в Кралство Полша, Бохемия, Словакия, Беларус и Украйна, думата пан е означавала буквално „господар“ – т. е. човек, комуто принадлежат земя и селяни. Съответства на титлата болярин в България, или помешчик в Русия, или феодал в Западна Европа, или чифликчия в Османската империя и България.
Думата съществува под формата „бан“ в южнославянските езици, където означава „началник“, „владетел“ или „наместник“.
В украинския език, думата пан е била на изчезване, но в постсъветско време се наблюдава тенденция на завръщане към широка употреба на това обръщение; в Западна Украйна то всъщност никога не е изчезвало; в Галиция то е въведено през 1434 г., когато крал Владислав III Варненчик издава указ, с който изравнява в правата галицките боляри с полската шляхта, и оттогава всички благородници и магнати заменят титлата „боляри“ с титлата „пан“. На староруски думата „пан“ е засвидетелствана в актови документи на Галицко-Волинското княжество: „А при това бяха митрополит киевски Киприан, владиката пшемълски Ларион и княз Андрей Ярославович и пан Васко и други боляри много бяха при това“.